# Раскопенский, Александр Иванович
Александр Иванович Раскопенский (10.02.1905—19.01.1962) — помощник командира 1-го взвода 106-й отдельной разведывательной роты (110-я гвардейская стрелковая Александрийско-Хинганская дважды Краснознамённая ордена Суворова дивизия, 5-я гвардейская армия, 2-й Украинский фронт), гвардии сержант, участник Великой Отечественной войны, кавалер ордена Славы трёх степеней.

## Биография
Родился 10 февраля 1905 года в городе Анадырь Магаданской области. Русский.
После окончания 7 классов школы работал столяром в санатории.
В Красной Армии с 1941 года. На фронтах Великой Отечественной войны с февраля 1942 года. Воевал на Сталинградском, Воронежском, Степном, 2-м Украинском фронтах. В боях четырежды ранен.
В боях в период с 16 ноября 1943 года по 6 января 1944 года гвардии рядовой Раскопенский А. И. вёл непрерывную разведку обороны противника.
8 декабря 1943 года в ходе наступления наших войск выявил огневые точки противника и сделал важное донесение.
2 января 1944 года в районе села Кохановка (Знаменский район Кировоградская область, Украина), броском достиг вражеского окопа и гранатами уничтожил пулемёт противника. В момент захвата «языка» огнём из автомата и в рукопашной схватке уничтожил 5 гитлеровцев.
Приказом по 110-й гвардейской стрелковой дивизии от 15 января 1944 года № 03/н гвардии рядовой Раскопенский Александр Иванович награждён орденом Славы 3-й степени.
В ночь с 3 августа на 4 августа 1944 года гвардии сержант Раскопенский А. И., действуя в составе группы захвата южнее города Оргеев (ныне Республика Молдова), преодолел проволочные заграждения и первым ворвался во вражескую траншею. В ходе дальнейшего продвижения обезоружил и пленил немецкого солдата. Группа была обнаружена и противник открыл по группе огонь из станкового пулемёта. Передал пленного боевым товарищам и несколькими гранатами закидал огневую точку, уничтожив пулемётный расчёт немцев. Командиром роты был представлен к награждению орденом Красного Знамени.
Приказом по войскам 53-й армии от 17 сентября 1944 года № 0235/н гвардии сержант Раскопенский Александр Иванович награждён орденом Славы 2-й степени.
31 декабря 1944 года гвардии сержант Раскопенский А. И. получил боевую задачу по проведению активной разведки вблизи села Сакал (ныне Словакия). В ходе прямого боестолкновения с противником группа разведчиков проникла сначала во фланг, а затем и в тыл врага. Фашисты не ожидали такого сильной и неожиданной атаки и в панике стали отступать. Разведчики заняли ближайшую высоту и на плечах отступающего противника ворвались в село Сакал.
В ночь на 1 января 1945 года разведчики под командованием гвардии сержанта Раскопенского А. И., воспользовавшись темнотой, на подручных средствах форсировали реку Ипель (севернее города Филяково, Словакия) и с ходу заняли населённый пункт Рарошмурад (Словакия). Удерживали занятый плацдарм до подхода основных наших сил. В этих боях гвардии сержант Раскопенский А. И. лично уничтожил 10 и взял в плен 1 солдата противника.
Указом Президиума Верховного Совета СССР от 28 апреля 1945 года за мужество, отвагу и героизм, проявленные на фронте борьбы с немецко-фашистскими захватчиками гвардии сержант Раскопенский Александр Иванович награждён орденом Славы 1-й степени.
В 1946 году — демобилизован. Жил в посёлке городского типа Кульдур Облученского района Еврейской автономной области. Работал плотником в военном санатории.
Умер 19 января 1962 года. Похоронен на кладбище посёлка городского типа Кульдур Облученский район Еврейской автономной области.

## Награды
- Полный кавалер ордена Славы:
  - орден Славы I степени (28.04.1945)[5];
  - орден Славы II степени (17.09.1944)[6];
  - орден Славы III степени (15.01.1944)[7];
- медали, в том числе:
  - «За освобождение Праги» (9.5.1945)
  - «За победу над Германией в Великой Отечественной войне 1941—1945 гг.» (9 мая 1945[8])

## Память
- На могиле установлен надгробный памятник[9].
- Его имя увековечено в Главном Храме Вооружённых сил России, и навсегда запечатлено на мемориале «Дорога памяти»